# ルート山崎
ルート山崎は、日本のAV監督。
ソフト・オン・デマンドのグループメーカーのROCKETの社員監督。

## 人物
2015年2月にROCKETに入社。
現在ROCKETで監督として数多くの作品を作り続けている。
好きな性癖は『ふたなり』。数多くのふたなり作品を作っている。
代表作は『真・時間が止まる腕時計シリーズ』。
現在、制作部の主任。誕生日は3月6日。

## 代表作
- 「真・時間が止まる腕時計」シリーズ
- 「せっかく女になったのに…不完全な女体化で下半身はふたなり！？」シリーズ
- 「ケツ穴御開帳」シリーズ
- 「現実と妄想の2画面ギャップ変態クロスオーバー」シリーズ（妄想〇淫シリーズ）
- 「バイブヘッドシャーク水中アクメ」
- 「全裸で城攻め！戦国レズ合戦」

## 作品
以下、全ての作品をROCKETより発売。
- デカ乳輪家 巨乳輪ハーレム近親相姦　（2015年12月10日）
- ハーレムレースクイーン　（2016年02月06日）
- 私立エロマッハ学園　（2016年03月05日）
- 私立スペレズ女学院 2 壁チ○ポ部活動編　（2016年03月17日）
- 衝撃！ニプルファックの変態女2 ボィーン・フジオカ　（2016年05月26日）
- 全裸！淫語！変態！とにかく明るい女子アナ　（2016年07月07日）
- スケベな家族対抗！近親相姦中出し大運動会　（2016年10月06日）
- ガチンコ全裸女子レスリング 48Kg級編　（2016年11月23日）
- ガチンコ全裸三種競技～Happy New Year naked party 2017～　（2017年01月06日）
- 全裸ジャンピングポーズで大暴走！！超絶ハイテンション淫乱洗脳アプリ「メガシャキーーーン」　（2017年01月06日）
- 女同士のTHE GAMANバトル 5番勝負　（2017年01月19日）
- ガチンコ全裸女子レスリング 2 53Kg級編　（2017年02月16日）
- 真・時間が止まる腕時計パート7 オフィスでSEXマネキンチャレンジ編　（2017年03月18日）
- お尻だらけのケツ穴御開帳学園 新学期Ver.　（2017年04月06日）
- レズのワタシが透明人間♀になった！2 オフィス編　（2017年06月15日）
- 真・時間が止まる腕時計パート8　（2017年07月06日）
- ガチンコ全裸三種競技 2 Naked七夕祭り＆夏フェス2017　（2017年07月20日）
- おま○こ改札で出発淫行！　（2017年08月24日）
- お尻だらけのケツ穴御開帳学園2 アナルで羽ばたけ進路指導Ver.　（2017年09月07日）
- いつヌクの？今でしょ！カリスマ美人塾講師の世界一受けたい変態授業　（2017年09月21日）
- HYPER電マサドル自転車　（2017年09月21日）
- ベロCHUマート　（2017年10月19日）
- 衝撃！異色肌ギャル　（2017年10月19日）
- 私、成績が悪くて…今日も黒板壁マ○コ　（2017年11月16日）
- ガチンコレズ貝合わせ相撲～Tribbing fight～　（2017年12月07日）
- 真・時間が止まる腕時計パート9　（2017年12月07日）
- 電マバギーどろんこアクメ耐久レース　（2018年01月25日）
- ガチンコ全裸女子ボクシング　（2018年01月25日）
- 全裸で城攻め！戦国レズ合戦　（2018年02月08日）
- 組み立て式人型家具DIYキット ～自分で作る喜び、使う（ハメる）悦び～　（2018年04月26日）
- せっかく女になったのに…不完全な女体化で下半身はふたなり！？2 男子禁制シェアハウス編　（2018年05月24日）
- ニーハイ超ミニスカ制服が導入された学校に男は僕1人　（2018年06月21日）
- 妄想アイテム究極進化シリーズ 絶対に勃起しちゃう！普通のビーチがヌーディストビーチに見えるメガネ　（2018年07月12日）
- バイブヘッドシャーク水中アクメ　（2018年08月01日）
- 夏季限定OPEN お尻だらけのケツ穴御開帳ビアガーデン　（2018年08月23日）
- 真・時間が止まる腕時計パート11 ストーリーズ　（2018年10月11日）
- 淫語ナワイドショー　（2018年10月25日）
- ケツ穴御開帳ファーストエアライン　（2018年12月20日）
- 【VR】脱SEX革命3DVR V世界一変態で恥ずかしい挑戦R あなたは見たことがありますか？ハイテンションの全裸、大声の淫語、しっかりやりきる羞恥芸、あの衝撃が再び！しかもVRで5年ぶりに帰ってきた！！　（2018年12月20日）
- スケベな家族対抗！近親相姦ハメハメ冬季スポーツ大会　（2019年01月10日）
- おなら変態洗脳大作戦 くっさいおならでみんなをシモベに！　（2019年02月07日）
- 妄想狂室 現実と妄想の2画面ギャップ変態クロスオーバー学園　（2019年02月21日）
- ふたなロイド　（2019年03月21日）
- チ○ポゴム人間　（2019年05月09日）
- 羞恥洗脳ガニ股おしっこ星人にされちゃった！？　（2019年06月20日）
- 真・時間が止まる腕時計パート13　（2019年08月01日）
- 妄想病淫 現実と妄想の2画面ギャップ変態クロスオーバー病棟　（2019年09月26日）
- 変態！操り仕事人 第1話会社編　（2020年01月09日）
- JFK 熱いぜ！性春ど真ん中！ムスメのムスコ♂もギンギラギン☆　（2020年02月20日）
- 真・時間が止まる腕時計パート16　（2020年03月12日）
- 妄想トレ淫 現実と妄想の2画面ギャップ変態クロスオーバー電車　（2020年05月08日）
- ふたなりモンスターコック美少女　（2020年05月21日）
- 真・時間が止まる腕時計パート18 逢見リカ　（2020年08月27日）
- 真・時間が止まる腕時計パート19 世良あさか　（2020年10月22日）
- 人生Switch～サイコーなパパとムスメ～ 椿りか　（2021年03月11日）

- ROCKET16周年記念ユーザーリクエスト祭り　尻（けつ）-1グランプリ 〜デカ尻女優No.1決定戦〜　（2024年09月10日先行配信）

- 汚染憑依パート2（2025年5月8日）

他多数